# Калифорнија (Мериленд)
Калифорнија (енгл. California) насељено је место без административног статуса у америчкој савезној држави Мериленд.

## Демографија
По попису из 2010. године број становника је 11.857, што је 2.55 (27,4%) становника више него 2000. године.
| Група             | 2000.         | 2010.         |
| Белци             | 7.164 (77,0%) | 8.046 (67,9%) |
| Афроамериканци    | 1.370 (14,7%) | 2.169 (18,3%) |
| Азијати           | 337 (3,6%)    | 543 (4,6%)    |
| Хиспаноамериканци | 255 (2,7%)    | 678 (5,7%)    |
| Укупно            | 9.307         | 11.857        |